# Zott
Цот СЕ & Ко. КГ је немачка млекара са седиштем у Мертингену. Основана 1926. године, компанија је независна породична фирма и са продајом од око милијарду евра једна је од водећих млекара у Европи. 3.000 запослених производи разне млечне производе као што су мешавине јогурта и сирева. Локације у Немачкој и Пољској снабдева око 3.500 произвођача млека. Ту је 2017. године прерађено око 954 милиона литара млека.

## Историја
Ана и Балтазар Рајтер купили су сеоску млекару у баварско-швапском граду Мертингену 1926. године.  Када је Балтазар Рајтер умро 1938. године, Ана Рајтер се по други пут удала за Георга Зота, имењака компаније. Педесетих година прошлог века њихов син Георг Рајтер и његова супруга Фрида наставили су да воде млекару.
Године 1972. у Мертингену је изграђена нова млекара са сопственом воћарском кухињом јер су достигнуте границе капацитета главне фабрике. Исте године Цот преузима баварску млекару Ханс Шваjер у Гинцбургу. Осамдесетих година прошлог века, под вођством треће генерације породице са Кристином и Георгом Рајтером, основана је Цома и почела је производња млека у праху за прерађивачку индустрију са новим системом сушења. Почео је са радом и сопствени кафазни лифт компаније.
Током 1990-их, Цот је отворио нове савезне државе и суседне државе на истоку. Док није постигнута доследна дистрибуција у фрижидеру, испоручени су дуготрајни производи. У наредним годинама Цот је отворио продајне филијале у Чехословачкој (1991), сада Словачкој, у Вроцлаву, Пољска ( 1992), у Чешкој и Мађарској (2002). Након постепеног пуштања у рад појединих производних простора крајем 1980-их, у пролеће 1993. године свечано је отворен нови производни погон „Плант 2” са сопственом воћарском кухињом у улици Бојмехајмер у Мертингену. Године 1999. Зотт је потписао уговор о куповини првог страног производног погона у Ополеу, Пољска. Производња је почела у пролеће 2000. године након радова на реновирању и проширењу, а 2009. године отворен је нови центар за развој и квалитет у Мертингену.
Цот је 2012. године преузео већински удио у новооснованој млекари у Градачцу у Босни и Херцеговини. Исте године, компанија је такође купила производни погон у Рациборжу, Пољска.  С обзиром на међународни фокус млекаре, правни облик је промењен у „Цот СЕ & Ко. КГ“ 2013. године. Цот је 2015. године затворио фабрику у Рациборзу и препустио већински удио у мљекари у Градачцу домаћем инвеститору.
У 2017, Цот је преузео дугогодишњег вијетнамског увозника и дистрибутера Делис Виетнам. На локацији Мертинген 2017. године пуштена је у рад посебна фабрика за производњу ужине Монте.

## Локације
И администрација и главна фабрика налазе се у Мертингену, Баварска. На овој локацији производе се јогурти, десерти и моцарела. Још један немачки производни погон је у Гинцбургу. Ту се производе тврди и топљени сиреви, као и разни прашкасти производи за прерађивачку индустрију. 
Цот има додатне производне погоне и продајне локације ван Немачке. У Пољској се воћни јогурти, природни производи, десерти и пића производе у погонима Ополе и Глогово. Продајне локације постоје у Мађарској, Чешкој, Словачкој и Вијетнаму.
Од марта 2019. Цот води фабричку продавницу са гастрономијом („Цот Генусвелт“) недалеко од свог седишта у Мертингену у Асбах-Бојменхајму.

## Корпоративни брендови
Следећи брендови се нуде у Немачкој (од маја 2017.): 
- Монте
- Цот крем јогурт
- Чиста радост
- Цотарела
- Цот планински фармери
- Мој Цот
- Баварски талир
- Јоголе
- Чиз Тигар
- Доказ убода
- Кафреце

На међународном нивоу, компанија има следеће брендове (од маја 2017.): 
- Монте
- Јогобела
- Цотарела
- Чиз Тигар
- Милк Тигар
- Примо
- Баварски талир
- Кремабела
- Белрисо
- Сердусзко
- Кафреце

## Маркетинг
Компанија редовно ангажује познате личности као рекламне амбасадоре. Максл Граф и Роберто Бланко су се у прошлости појављивали у оглашавању. Компанија је 2010. године промовисала свој Монте производ са голманом Ренеом Адлером и његовим братом Риком Адлером.  Светски шампион у једрењу на дасци Филип Кестер и његова сестра Кира промовисали су производ до краја 2013. године. 
Телевизијски кувар Нилс Егтермајер промовише Цотарела од маја 2015. године.  
Заједно са Тре Тори Ферлаг, Цот је тражио иновативне рецепте за моцарелу у оквиру такмичења за рецепте. 200 најбољих рецепата објављено је у кувару Моцарела - Кување са белим златом . 

## Награде
- Златна глава шећера за крем јогурт (1986)
- Старији партнер Фрида Рајтер (* 1930) добила је почасно држављанство Мертингена 18. септембра 2010. [18]
- Лиценца за коришћење печата „Оне ГенТехник“ за брендове Зоттарелла и Баиернталер (2012) [19]
- ПриМак за 11 Времена за редом (2013) [20]
- Златна векна шећера за 2 Тимес (2017) [21]
- Цот Генусвелт је „Продавница године 2020.“. Немачко трговинско удружење додељује награду у категорији хране Цот Генусвелт. [22]
- „Награда за дугогодишњи квалитет производа“ 27 Тимес (2020) [23]
- Савезна почасна награда за 11 Једном заредом и тако у злату (2020). [24]

## Критика
Награда Голден Крим Паф за 2010. годину од потрошачке организације Фудвач припала је млечном производу Монте Дринк, који је компанија раније рекламирала на својој веб страници као „идеалног пратиоца за школу и слободно време“.   Накнадни редизајн производа и презентације је поново описао Фоодватцх као „офанзиву обмане“. 

## Веб линкови
- Веб страница компаније